# Keeping Up with the Kardashians
Keeping Up with the Kardashians (abreviado como KUWTK) é uma série de reality show americano que vai ao ar no canal pago E!. O programa foca nas vidas profissionais e pessoais da família Kardashian. Sua premissa originou-se de Ryan Seacrest, que também atua como produtor executivo. A série estreou em 14 de outubro de 2007 e tornou-se posteriormente uma das séries de reality show mais longa no país. A vigésima e última temporada estreiou em 18 de março de 2021.
A série se concentra principalmente nas irmãs Kim, Kourtney e Khloé Kardashian. Além disso, também possui seus pais Kris e Caitlyn Jenner (anteriormente conhecida como Bruce Jenner), suas meias-irmãs Kendall e Kylie Jenner, e o irmão Rob Kardashian. Os outros membros importantes das irmãs Kardashian também apareceram no programa, incluindo o ex-namorado de Kourtney, Scott Disick, os ex-maridos de Kim, Kris Humphries e Kanye West, ex-marido de Khloé, Lamar Odom, ex-namorados French Montana e Tristan Thompson, bem como a ex-namorada de Rob, Adrienne Bailon e ex-noiva Blac Chyna. O filho de Caitlyn, Brody Jenner, fez aparições no início da série, antes de aparecer regularmente entre as 8ª e 11ª temporadas, junto com o irmão Brandon e a ex-esposa de Brandon, Leah Jenner. Jonathan Cheban, amigo de Kim, e Malika Haqq, amiga de Khloé, também fizeram parte do programa.
Keeping Up with the Kardashians tem recebido críticas muito negativas dos críticos desde sua estreia. Ele é frequentemente criticado por altamente enfatizar o conceito "famoso por ser famoso" e por parecer fabricar alguns aspectos de suas histórias. Vários críticos também observaram a falta de inteligência do programa e descreveram a família como "midiática" e "desesperada" pela fama. No entanto, alguns críticos reconheceram o reality show como um "prazer culpado" e reconheceu o sucesso da família. Apesar das críticas negativas, Keeping Up with the Kardashians atraiu altos índices de audiência, tornando-se um dos shows mais bem sucedidos da rede e ganhando vários prêmios de público.
O sucesso da série tem, adicionalmente, conduzido à criação de numerosas séries spin-off, incluindo Kourtney and Kim Take Miami, Kourtney and Kim Take New York, Khloé & Lamar, Kourtney and Khloé Take The Hamptons, Dash Dolls, Rob & Chyna, Life of Kylie e Flip It Like Disick. A rede também tem transmitido vários especiais de televisão com eventos especiais que rodeiam os membros da família.
Em 8 de setembro de 2020, a família anunciou via Instagram que o programa terminaria em 2021. A série foi concluída em 10 de junho de 2021, após 20 temporadas.

## Antecedentes
Robert Kardashian (1944–2003) e Kristen Mary "Kris" Houghton (nascida em 1955) casaram-se em 1978 e tiveram quatro filhos: filhas Kourtney (nascida em 1979), Kim (nascida em 1980) e Khloé (nascida em 1984) e filho Rob (nascido em 1987). O casal se divorciou em 1991. Em 1994, Robert ganhou proeminência quando defendeu seu amigo pessoal O. J. Simpson pelos assassinatos da amiga de Kris, Nicole Brown Simpson e Ronald Goldman durante o julgamento de OJ Simpson. A matriarca acreditava que o esportista havia cometido o duplo crime, enquanto seu ex-marido, que era advogado criminalista, optou pela defesa. Em 1991, Kris se casou com ex-atleta Caitlyn Jenner (nasceu em 1949; anteriormente conhecida como Bruce Jenner antes de passar por uma transição de gênero em 2015). Kris e Caitlyn tiveram duas filhas juntas, Kendall (nascida em 1995) e Kylie (nascida em 1997). Robert morreu em 2003, oito semanas depois de ter sido diagnosticado com câncer de esôfago. As irmãs Kardashian começaram a aparecer nos holofotes da mídia com mais frequência. Em 2004, Kim se tornou estilista pessoal da artista Brandy Norwood. Ela acabou se tornando estilista em tempo integral e era personal shopper e estilista da atriz Lindsay Lohan. Khloé, Kim e Kourtney aventuraram-se ainda mais na moda, abrindo em 2006 uma loja da boutique Dash em Calabasas, com filiais em Los Angeles e Miami. O nome Kardashian parece também em perfumes, DVDs de ginástica, cremes faciais, produtos diet, entre outros. Ao longo do início da carreira de Kim, ela se envolveu em alguns relacionamentos de alto nível, incluindo o irmão de Brandy Norwood, o cantor Ray J e, mais tarde, o cantor Nick Lachey. Em 2006, Kourtney estrelou em sua primeira série de reality shows, Filthy Rich: Cattle Drive. Em fevereiro de 2007, um vídeo sexual caseiro que Kim fez com Ray J vazou na internet. Vivid Entertainment comprou os direitos de US$1 milhão e lançou o filme como Kim Kardashian: Superstar em 10 de fevereiro. Kim processou a Vivid pela propriedade da fita, mas desistiu do processo em abril de 2007, estabelecendo um acordo com a Vivid Entertainment para permitir a comercialização por US$5 milhões. Costuma-se supor que o lançamento da fita de sexo foi um dos principais contribuintes para a crescente fama de Kim Kardashian e sua família.

## Produção

### Desenvolvimento
A ideia de criar uma série de realidade surgiu em 2006, quando Kris Jenner monstrou interesse em aparecer em um programa de televisão junto com sua família. Jenner comentou: "Todo mundo acha que meus filhos poderiam criar um monte de drama em suas vidas, mas é algo que eu senti que nem precisava pensar. Seria natural". O produtor Ryan Seacrest, que tinha sua própria produtora, decidiu desenvolver a ideia, tendo o popular show baseado na família The Osbournes da MTV: "Em meados dos anos 2000,todo mundo só falava dos Osbournes reality show com a família do cantor Ozzy Osbourne, e eu disse para um executivo amigo: 'Vamos achar algo desse naipe e colocar no E!'", contou o produtor Ryan Seacrest para a Hollywood Reporter. Kris Jenner revelou que a sacada do reality surgiu durante um jantar: "Deena Katz diretora de elenco do Dancing with the Stars, veio jantar em casa e o bafafá na mesa era geral. Ela me falou: 'Isso aí é um reality show. Acho que você deveria falar com o Ryan Seacrest'. E foi o que eu fiz". Ryan contratou um cameraman para visitar a casa da família Kardashian para filmá-los com um churrasco de domingo: "Eles estavam todos juntos - tão loucos e tão divertidos quanto são", descreveu Seacrest depois de ver a fita. Mais tarde, ele iniciou a série compartilhando a fita com E!, uma rede de cabo americana que apresenta principalmente programação relacionada a entretenimento e séries de televisão de realidade; o show acabou sendo escolhido. Em agosto de 2007, foi anunciado que a família Kardashian-Jenner estrelariam um reality show ainda a ser intitulado no E! descrito como "uma nova comédia familiar não roteirizada", sendo produzido por Ryan Seacrest e Bunim/Murray Productions. O anúncio da série veio uma semana depois que Paris Hilton e sua amiga Nicole Richie anunciaram que seu popular série do E!, The Simple Life, estava terminando.

## Sinopse
O reality show gira em torno dos filhos de Kris Jenner, e originalmente focado principalmente nas crianças de seu primeiro casamento com o falecido advogado Robert Kardashian: Kourtney, Kim, Khloé e Rob. Os filhos de Kris, Kendall e Kylie, de seu casamento subsequente com atleta estadunidense Caitlyn (ex-Bruce) Jenner também participaram do programa desde o início, junto com o filho de Jenner, Brody, de outro casamento, vezes visto durante as primeiras temporadas, principalmente sendo chamado pelo seu irmão mais novo Rob para tomar conta de suas meia-irmãs Kylie e Kendall. O namorado de Kourtney, Scott Disick também tem aparecido com frequência no programa desde a primeira temporada, bem como nos spin-offs do programa. Os membros do elenco também incluem numerosos amigos e outros conhecidos dos membros da família, mais notavelmente Malika Haqq e Jonathan Cheban que se juntaram ao programa na segunda e terceira temporadas, respectivamente.
A maioria das outras pessoas importantes das irmãs Kardashian apareceu no reality show. O relacionamento de Kim com o jogador de futebol americano Reggie Bush foi apresentado no programa quando eles estavam namorando; Após o rompimento, Bush comentou sobre aparecer no programa dizendo que nunca se sentiu à vontade sendo seguido por câmeras, acrescentando: "Eu faço isso porque é importante para [Kim]". O relacionamento de Rob com a cantora Adrienne Bailon também foi documentado no programa quando eles estavam namorando de 2007 a 2009; embora Bailon mais tarde tenha admitido que a decisão de comparecer ao programa e estar associada à família prejudicou sua carreira. O eventual marido de Kim, Kris Humphries apareceu pela primeira vez no show durante a estreia da sexta temporada; seu relacionamento foi narrado durante toda a temporada e terminou com o especial de casamento do casal  "Kim's Fairytale Wedding: A Kardashian Event". Eles eventualmente passaram por um divórcio altamente divulgado; O ex-publicitário de Kardashian afirmou mais tarde que Humphries foi supostamente montado para ser retratado no programa de forma negativa e que o casamento de curta duração foi encenado para as câmeras como uma manobra para gerar dinheiro.
Khloé se casou com o jogador de basquete Lamar Odom durante a estreia da quarta temporada em 2009. Ele mais tarde teve um papel importante como parte do elenco de apoio da série, embora ele não aparecesse regularmente durante as temporadas seguintes, enquanto tentava consertar seu casamento com Khloé. O atual marido de Kim, Kanye West, fez sua primeira aparição em julho de 2012, durante a sétima temporada, quando ele começou a namorar Kim. No entanto, West raramente foi visto nas estações seguintes. Ele explicou as razões para não aparecer no programa mais tarde: "Você sabe, a quantidade de reações que recebi foi quando decidi não estar mais no programa. E não é que eu tenha um problema com o programa; tenho um problema com a quantidade de folga que recebo". Ele também criticou o show por sua cinematografia e ainda se queixou da maneira como o show é filmado. Na oitava temporada, os filhos de Caitlyn Jenner, Brandon e Brody Jenner, assim como a esposa de Brandon na época Leah Jenner, se juntaram ao elenco para aparições regulares.

## Exibição
A 1ª temporada estreou em 14 de outubro de 2007 nos EUA, contendo 8 episódios. Essa temporada mostra o início do sucesso de Kim após a divulgação de um filme caseiro, além da prisão de Khloé por dirigir alcoolizada. 
A 2ª temporada estreou em 9 de março de 2008 nos EUA, contendo 11 episódios, e mostrou como o irmão Rob começa a namorar Adrienne Bailon, das The Cheetah Girls, enquanto suas irmãs se preocupam com a solteirice de Khloé, além do relacionamento de Kim e Reggie. 
A 3ª temporada estreou em 8 de março de 2009 nos EUA, contendo 12 episódios. Mostra os problemas de Khloé com a justiça americana após violar sua condicional, e mostrou a aproximação da família Kardashian com a família de Adrienne Bailon, namorada de Rob, além do deterioramento do relacionamento de Scott e Kourtney.
 A 4ª temporada estreou em 8 de novembro de 2009 nos EUA, contendo 11 episódios. Depois de fundar a Dash Miami e Kourtney descobrir estar grávida, a família esta toda reunida em Los Angeles, para mostrar a gestação de Kourtney até o nascimento de Mason. Também apresentou o casamento de Khloé com Lamar Odom, jogador de basquete. E a vida de solteiro de Rob Kardashian que no início da temporada havia terminado com a namorada.
Em 22 de agosto de 2010 estreou a 5ª temporada, com 12 episódios. Com um novo participante em especial, Mason Dash Disick, é possível acompanhar uma família Kardashian mais calma, porém o espírito "bagunceiro" permanece ainda em Kris Jenner. A maternidade de Kourtney amadureceu a família em geral. Enquanto isso, Kim Kardashian busca um novo namorado. 
A 6ª temporada estreou em 15 de junho de 2011 nos EUA, os Kardashian vão colocar a família em primeiro lugar e passarão mais tempo juntos iniciando uma nova aventura na qual os segredos que vinham sendo guardados serão revelados. Com Kim apaixonada e vivendo seu alardeado romance ao máximo, Kourtney e Khloe comandando seus próprios lares e as três lojas Dash e Kris administrando as carreiras de todos, a família se verá obrigada a se esforçar para se manter unida. 
A 7ª temporada do show está no ar, no Brasil está sendo exibida de segunda a sexta, às 21:00. A 8ª temporada foi exibida nos Estados Unidos e estava prevista para começar no dia 8 de julho no Brasil.
No Brasil o reality show é transmitido pelo canal pago E! Entertainment Television. O Canal E! Brasil, transmitido exclusivamente pela TV por cabo anunciou a estreia da 9.ª temporada do reality para o dia 28 de janeiro de 2014.
A 12ª temporada começou a ser transmitida no Brasil a partir do dia 29 de maio de 2016 as 23h, no canal E!. A 17.ª temporada começou a ser exibida no Brasil em 22 de outubro de 2019 e se encerrou em 21 de janeiro de 2020. A 18ª temporada começou a ser exibida nos EUA em 26 de março de 2020; no Brasil até o momento não possui data de estreia.

## Elenco
- Kris Jenner: Kris é a matriarca da família e a empresária de suas filhas. Foi casada com o advogado Robert Kardashian com quem teve três filhas e um filho, antes de um turbulento divórcio em 1990. Depois se casou com o ex-atleta olímpico Bruce Jenner, com quem teve duas filhas. Também teve uma boutique de roupas infantis chamada SMOOCH em Calabasas, na Califórnia.

- Caitlyn Jenner: Antes Bruce Jenner, é uma mulher transgênero e ex-atleta olímpica que se casou com Kris Jenner, em 1991, tendo com ela duas filhas.

- Kourtney Kardashian

Kourtney é a filha mais velha de Kris Jenner e Robert Kardashian. Ela é uma das donas, junto com suas irmãs, da boutique D-A-S-H em Calabasas, Miami, e no SoHo, assim como também já teve, antes, com sua mãe, uma boutique de roupas infantis chamada SMOOCH. Ela e seu namorado Scott Disick têm dois filhos e uma filha, Mason Dash Disick (14 Dezembro 2009), Penelope Scotland Disick (8 Julho 2012) e Reign Aston Disick (14 Dezembro 2014).
- Kim Kardashian

Kim é a segunda filha de Kris e Robert Kardashian e a mais famosa da família. Ela ficou famosa em 2007 após protagonizar uma sex-tape com seu ex-namorado Ray J, a qual vazou na internet. Ela, junto com suas irmãs, comanda a boutique D-A-S-H e também é produtora executiva de um reality show no canal E!, chamado The Spin Crowd. Foi uma concorrente do programa Dancing with the Stars. Lançou seu primeiro perfume em 2009 e é garota propaganda para inúmeras marcas. Kim gravou uma música chamada "Jam (Turn it Up)", para caridade. Ela foi casada com o jogador do Brooklyn Nets, Kris Humphries; o casamento durou apenas 72 dias. Kim foi citada pelo New York Post como a mais bem paga reality star de 2010, estimando-se que tenha ganho US$6 mi apenas como garota propaganda.
- Khloé Kardashian

Khloé é a terceira e mais nova filha de Kris Jenner e Robert Kardashian. Ela se casou com o jogador do Los Angeles Lakers, Lamar Odom em 2009, separando-se dele em 2013, devido a uma traição por parte dele. Ela comanda com suas irmãs a boutique D-A-S-H. Em 2007, foi presa por dirigir embriagada e posou nua para uma campanha contra o uso de pele de animais para a PETA. Também participou da 8ª temporada do reality show The Celebrity Apprentice.
- Rob Kardashian

Rob é o único e mais novo filho de Kris e Robert. Ele se formou na faculdade do Sul da Califórnia, USC e trabalha como modelo. Rob também possui sua própria linha de cosméticos.
- Kendall Jenner

Kendall é a filha mais velha de Kris e Bruce. Ela é modelo agenciada pela Wilhelmina Models. Já posou para marcas como Forever 21 e fez anúncios promocionais para vestidos Sherri Hill e Lacoste. Kendall é atualmente uma das modelos mais bem pagas do mundo da moda, segundo a revista People.
- Kylie Jenner

Kylie é a mais nova filha de Kris e Bruce Jenner. Foi lançada primeiramente na revista Paper na reportagem "The Beautiful People" com sua irmã Kendall, e depois posou como modelo para uma campanha da marca Sears, "Crush Your Style". Ela está seguindo a carreira de modelo fazendo sessões de fotos para revistas como OK!, Teen Vogue, e o fotógrafo Nick Saglimbeni. Ela também tem uma linha de cosméticos.
- Scott Disick

Scott é ex - parceiro de Kourtney, com quem teve três filhos. O relacionamento teve muitas complicações devido a seus problemas com o alcoolismo. Os Kardashians possuem certa aversão a Scott devido a seus problemas.
- Mason Dash Disick

Mason é o filho mais velho de Kourtney e Scott. Ele nasceu no episódio final da 4ª temporada, no dia 14 de dezembro de 2009.
- Penelope Scotland Disick

Penelope é a segunda filha de Kourtney e Scott. Nasceu dia 8 de julho de 2012.
- Reign Aston Disick

Reign é o terceiro filho de Kourtney e Scott. Nasceu dia 14 de dezembro de 2014.
- Lamar Odom

Lamar é o ex-marido de Khloé Kardashian. Ele joga pelo Los Angeles Clippers.
- Kris Humphries

Kris é o ex-marido de Kim. Ele joga pelo time Brooklyn Nets. O casamento de Kim e Kris, (Kim's Fairytale Wedding), foi transmitido em dois especiais, cada um com duas horas de duração. O casamento acabou 72 dias depois a União dos dois.
- Adrienne Bailon

Adrienne foi uma Cheetah Girl, namorou Rob Kardashian na 2ª temporada e começaram a morar juntos a partir da 3ª. O relacionamento terminou na 4ª temporada, devido a uma traição de Rob,entretanto,Adrienne ainda é amiga da família. E o ocasionalmente aparece na série, incluindo o casamento de Khloé com Lamar, na 4ª temporada e na época em que Kim e Kourtney vão para Nova York, no final da 5ª temporada.
- Reggie Bush

Reggie é o ex-namorado de Kim. Ele é running back pelo Detroit Lions da NFL.
- Kanye West

O cantor Kanye West é ex-marido de Kim.
- North West

North West é a filha de Kim Kardashian com o rapper Kanye West.
- Malika Haqq

Malika é a melhor amiga de Khloé e sua assistente pessoal. Ela teve sua aparição no spin-off Kourtney and Khloé Take Miami e começou a ser parte do elenco chave de Khloé & Lamar.
- Brody Jenner

Brody é filho do segundo casamento de Bruce Jenner com Linda Thompson, e a partir da 8ª temporada começa a participar efetivamente dos episódios. Brody aparece para tentar criar uma relação com seu pai, Bruce, com quem era brigado. Ele não tem um bom relacionamento com sua madrasta, Kris Jenner e em suas primeiras aparições mostra um certo ciúme da relação do pai com as irmãs mais novas, Kendall e Kylie.
- Brandon Jenner

Brandon também é filho do segundo casamento de Bruce com Linda Thompson, e começa a aparecer na 8ª temporada, sempre ao lado de sua esposa, Leah, com quem tem uma banda. As participações de Brandon incluem algumas reuniões do clã Kardashian-Jenner, um pouco sobre sua música e muitas conversas com seu irmão, Brody e seu pai Bruce.
- Leah Jenner

Leah é ex-mulher de Brandon Jenner, com quem formava uma dupla musical. Começa a aparecer na 8ª temporada ao lado de Brandon. Ela é filha do guitarrista e vocalista, Don Felder, ex integrante da banda The Eagles.

## Dublagem
| Ator/Atriz             | Dublagem                                                           |            |
| Principais             | Principais                                                         | Principais |
| ---------------------- | ------------------------------------------------------------------ | ---------- |
| Kim Kardashian         | Rosa Barcellos (2-12 temporada) Cássia Bisceglia (1;13- temporada) |            |
| Kris Jenner            | Christina Rodrigues                                                |            |
| Bruce / Caitlyn Jenner | Roberto Leite                                                      |            |
| Kourtney Kardashian    | Jussara Marques (1ª voz) Andressa Andreatto (2ª voz)               |            |
| Kylie Jenner           | Michelle Giudice                                                   |            |
| Kendall Jenner         | Luy Campos                                                         |            |
| Scott Disick           | Felipe Zilse (1ª voz) Fábio Azevedo (2ª voz)                       |            |
| Rob Kardashian         | Diego Lima                                                         |            |
| Khloé Kardashian       | Renata Villaça                                                     |            |

### Créditos de Dublagem
| Créditos da Dublagem | Brasil |
| -------------------- | --- |
| Tradução             | Carlos Renato Guerreiro / Susana Oguro                                                                                     |
| Direção              | Priscila Concepción (3a a 9a) Michel Di Fiori (1a a 14a) Silas Borges (6a-11a) Maíra Paris (15A) Faduli Costha (16a a 17a) |
| Estúdio              | SP Telefilm (SP) |